# Humajuns grav
Humajuns grav i Delhi är den första stormannagraven på Indiska halvön, där den andre stormogulen Humajun vilar. Graven har formen av en trädgårdsgrav, och utsågs därför 1993 av Unesco till ett världsarv. Graven, som utifrån ter sig som ett palats, uppfördes 1570. Den blev stilbildande, och anses ha påverkat Taj Mahals utformning.
Gravanläggningen på stormogulen Hamajuns änkas, Biga Begum, till en kostnad av 1,5 miljoner rupier. Mirak Misza Ghiyath var arkitekten. Senare begravdes flera familjemedlemmar av den härskande familjen och gravbyggnaden rymmer nu cirka 150 gravar.
Mausoleet ligger i mitten av en stor trädgård med vattenbassänger runt om som är förbundna med kanaler. Huvudentrén ligger på den södra sidan. Längs den östra och den norra muren ligger en paviljong och ett bad. Inom området finns en gravbyggnad från 1590 som kallas Barberarens grav.

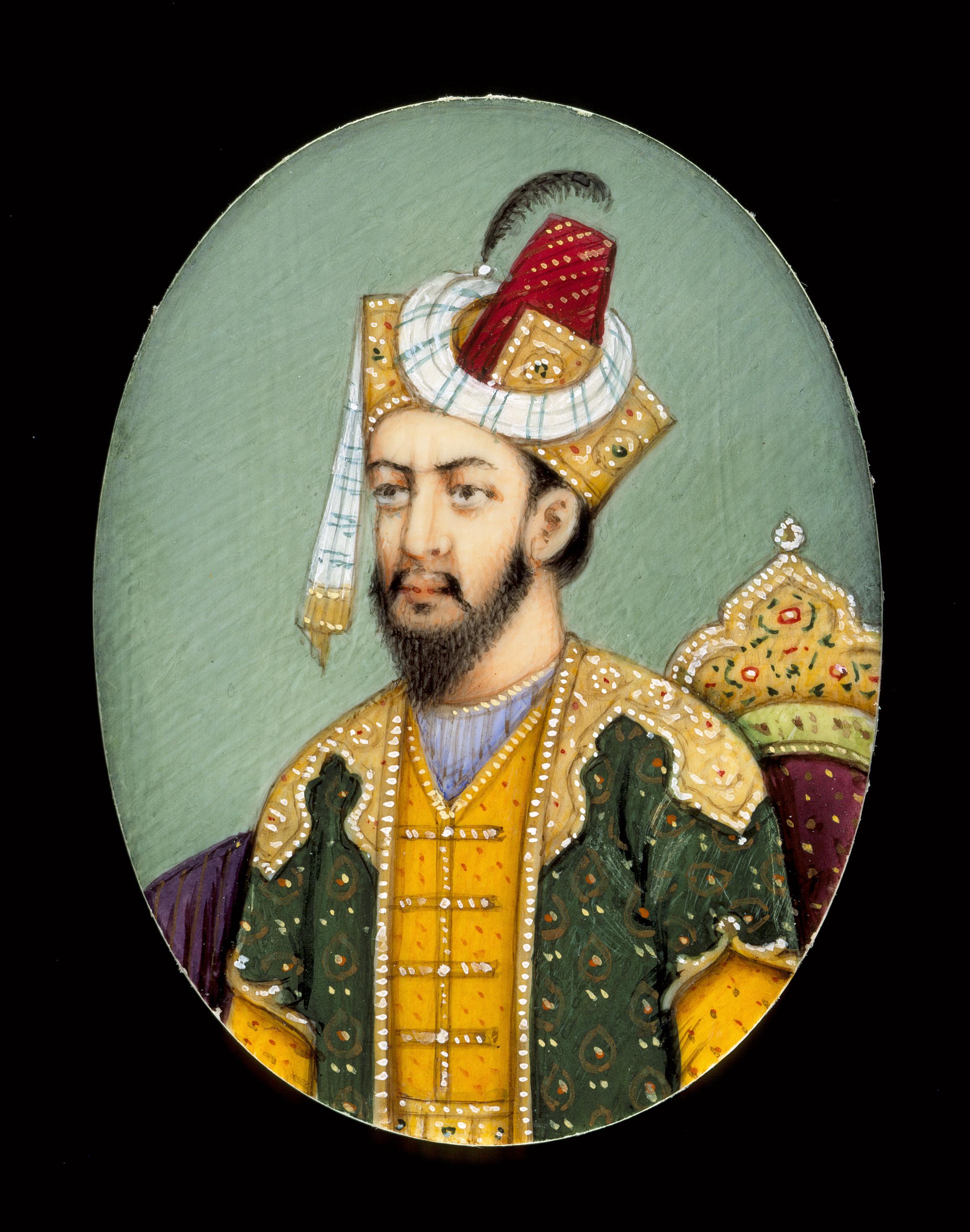
Stormogulen Humajun
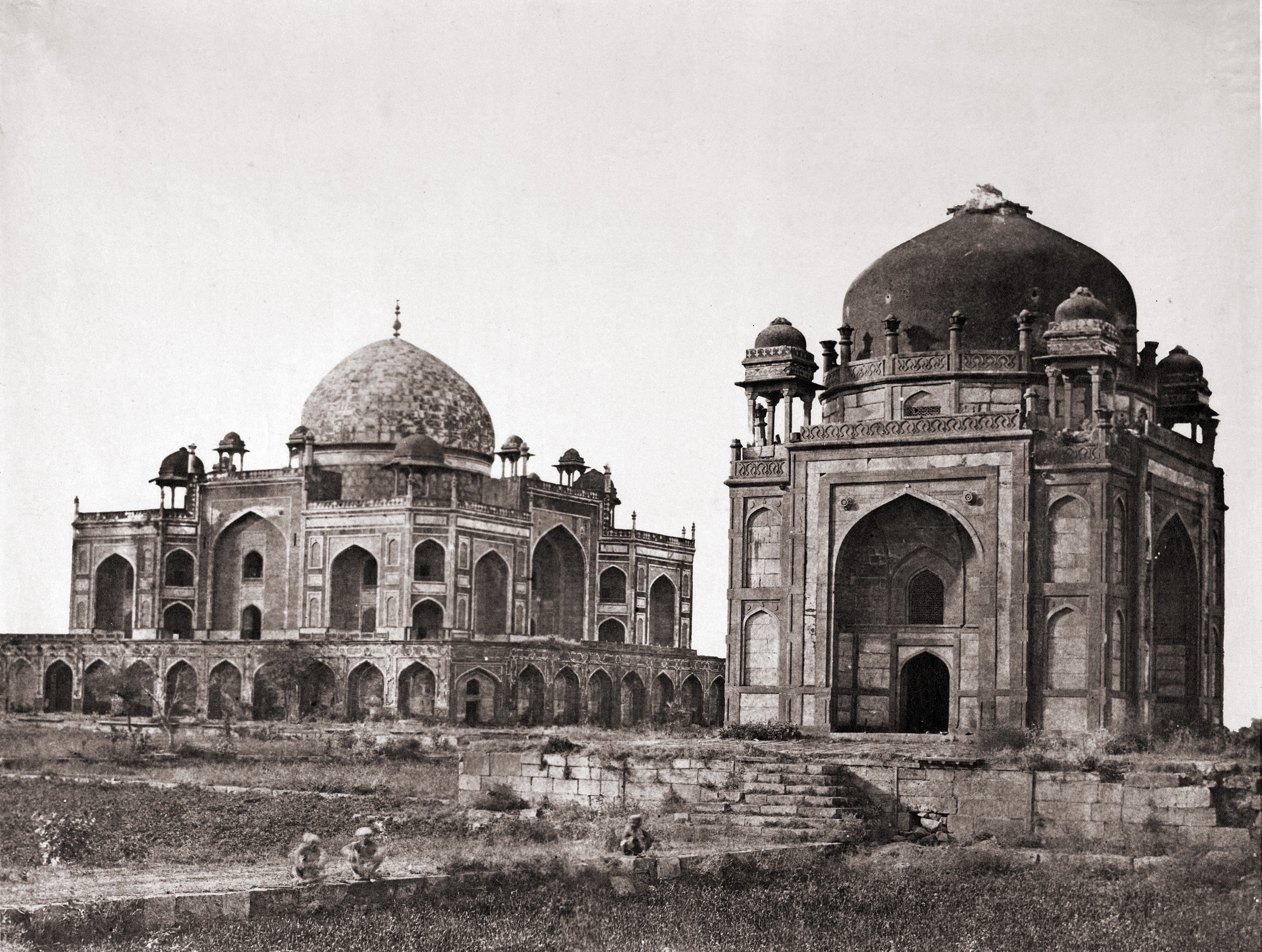
Barberarens grav i förgrunden (1858)
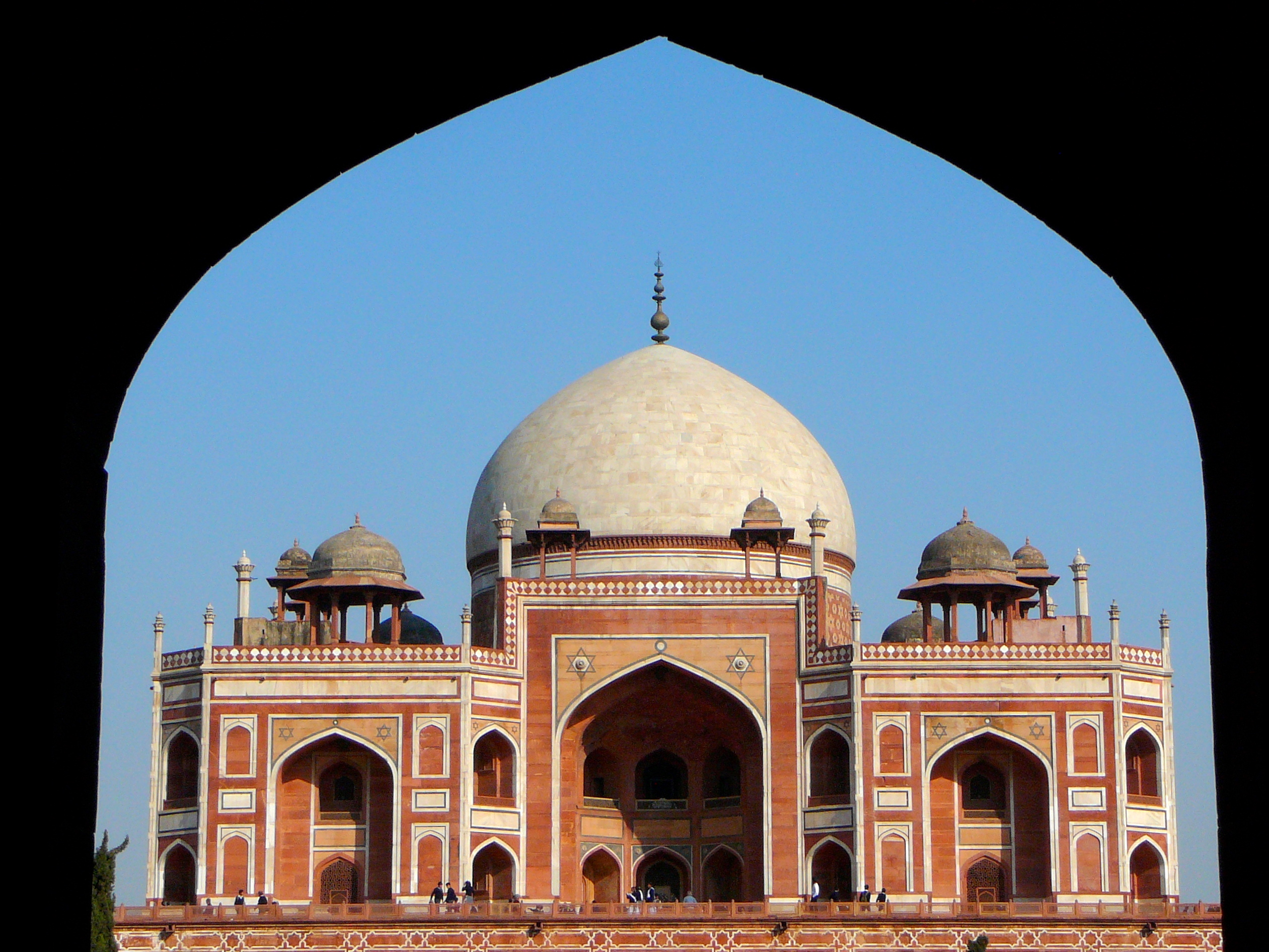
Vy genom entrén
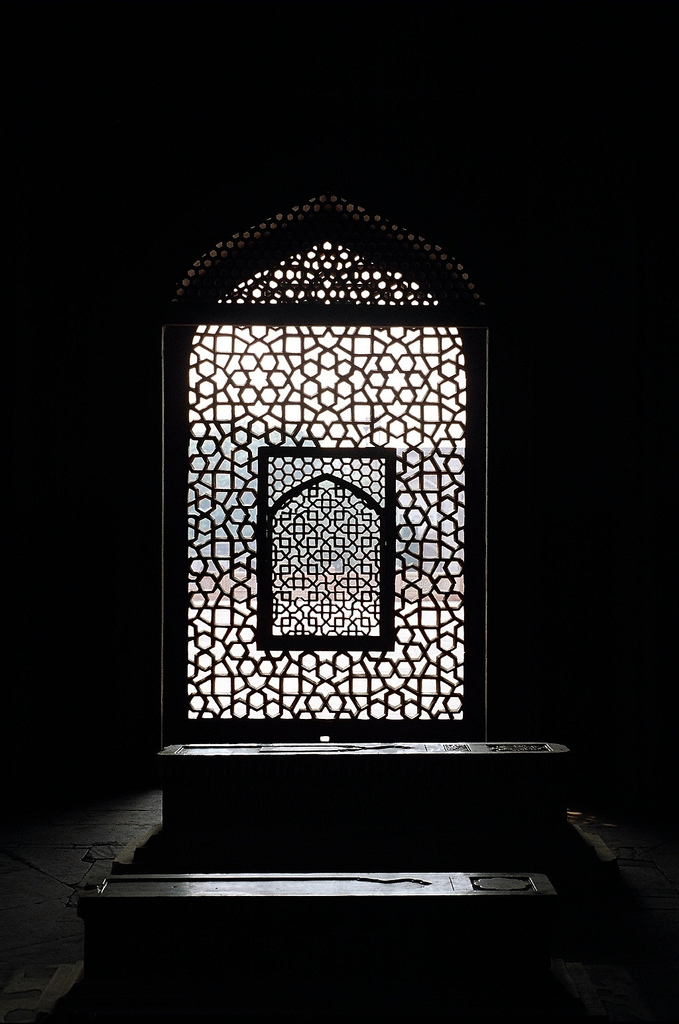
Mihrab
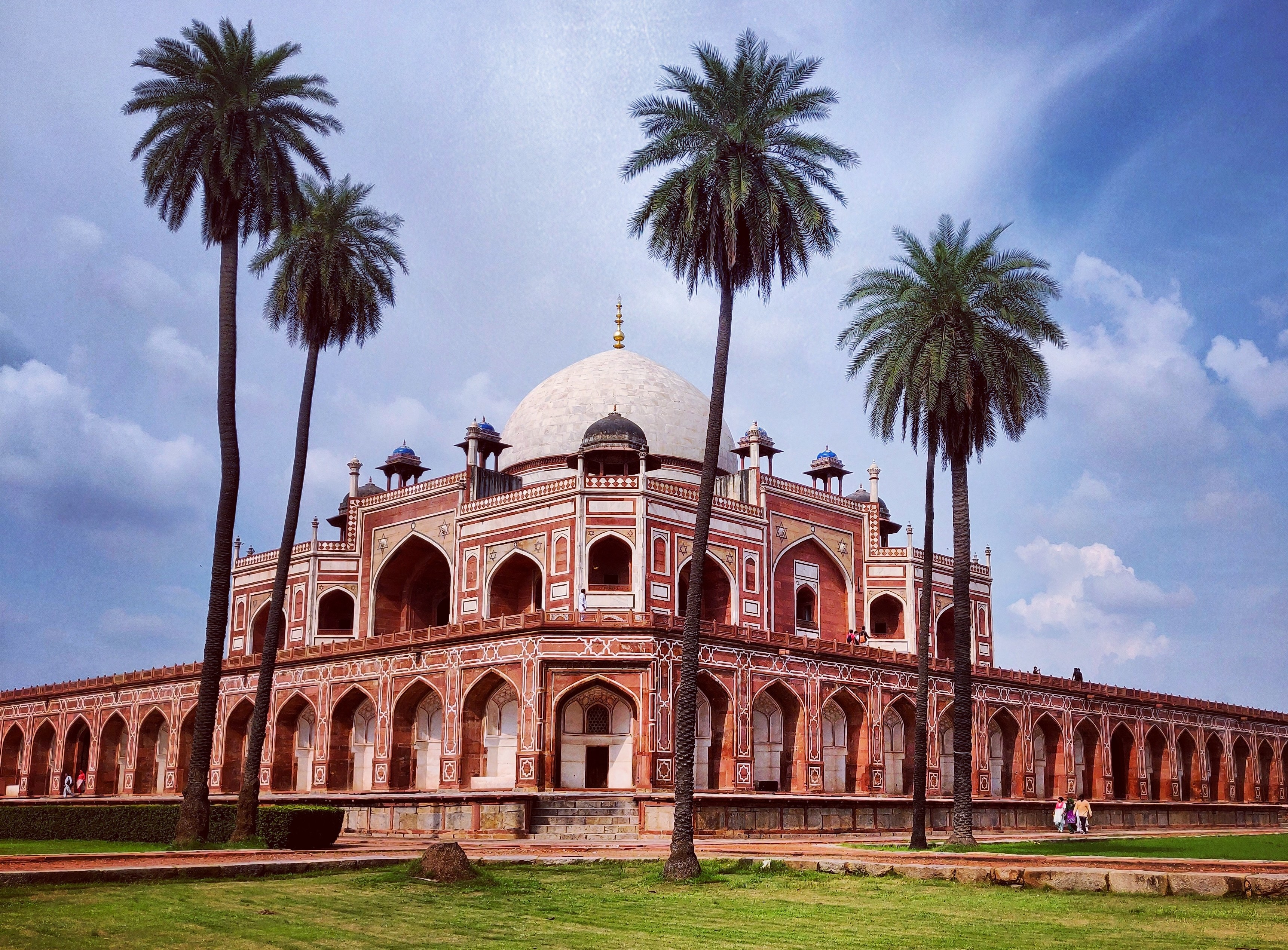
Isometrisk utsikt av Humajuns grav